# Império do Divino Espírito Santo da Rua de Cima de São Pedro

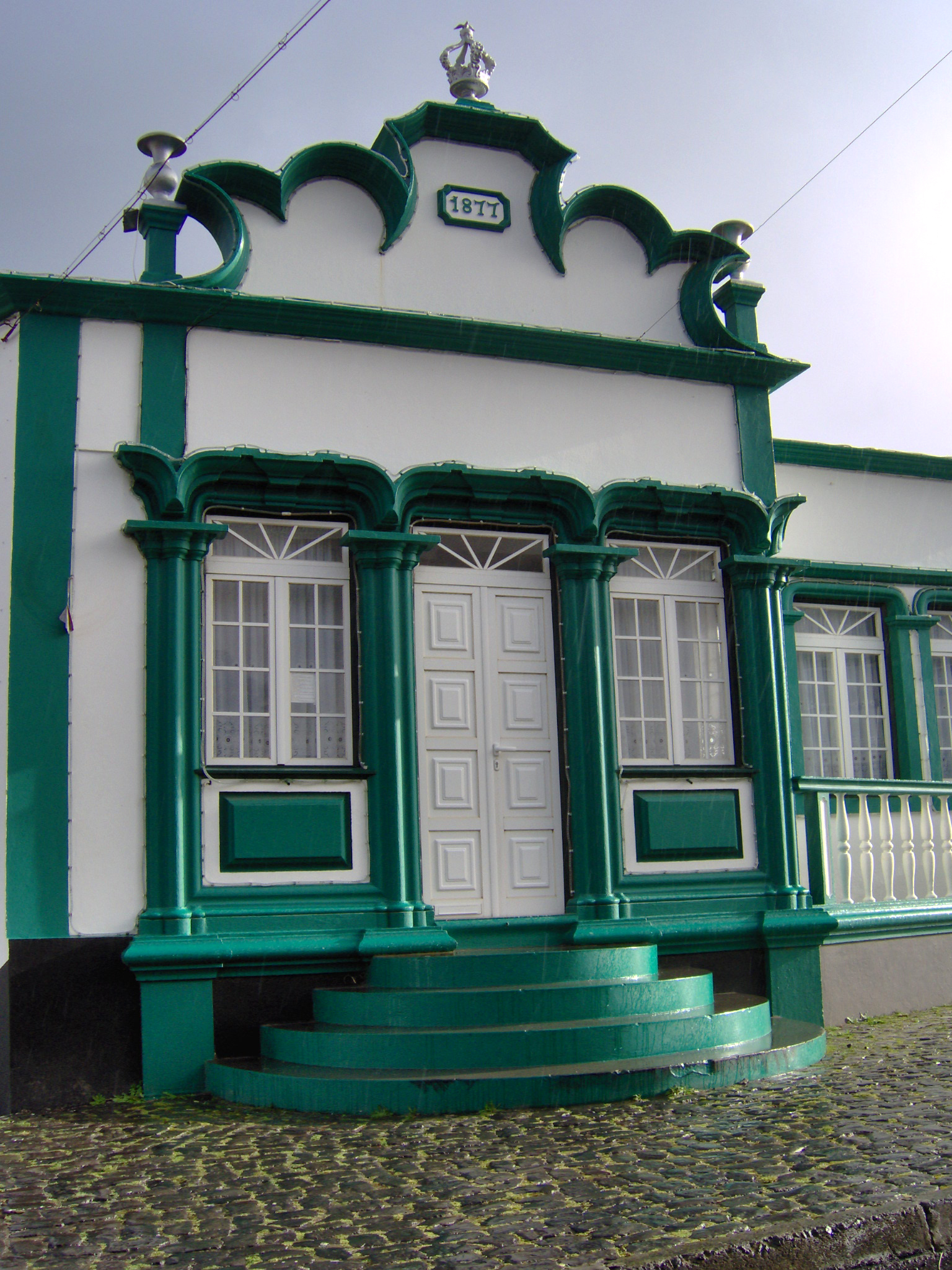
Império do Divino Espírito Santo de São Pedro.

O Império do Divino Espírito Santo da Rua de Cima de São Pedro é um Império do Espírito Santo localizado na zona mais antiga da freguesia de São Pedro, no concelho de Angra do Heroísmo, ilha Terceira, arquipélago dos Açores.
A data de construção recua ao século XVIII, mais precisamente ao ano de 1795.